# كيوشي تاكاهاما
كيوشي تاكاهاما (باليابانية: 高浜虚子)‏ (22 فبراير 1874 في ماتسوياما، إهيمه - 8 أبريل 1959 في كاماكورا، كاناغاوا)؛ شاعر، وروائي، وكاتب، وناقد أدبي من اليابان.

## الجوائز
- وسام الثقافة
- صاحب الاستحقاق الثقافي  [لغات أخرى]‏

## روابط خارجية
- كيوشي تاكاهاما على موقع الموسوعة البريطانية (الإنجليزية)